# Goulphar fyr
Goulphar fyr (franska: Phare de Goulphar) är en fyr på ön Belle-Île-en-Mer utanför Bretagnes kust.
De första ritningarna presenterades av ingenjör Augustin Fresnel i oktober 1826, men bygget fördröjdes och stoppades på grund av instabila grundförhållanden 1929. Det återupptogs tre år senare och var klart sommaren 1835. Fyren tändes för första gången den 1 januari år 1836. Den var utrustad med oljelampa och en fresnellins som roterades med hjälp av ett urverk. 
År 1882 byggdes en mindre tillbyggnad för en mistlur, som fortfarande är i drift.
Fyren elektrifierades 1890 och försågs med en båglampa. År 1903 installerades en bassäng med kvicksilver som underlag för fresnellinsen. Fyrvaktarebostaden byggdes ut på 1950-talet och radiofyren stängdes 1987. Ljusbågslampan har ersatts av en metallhalogenlampa på 1000 watt
Fyren automatiserades helt år 2000 och kan besökas från april till oktober.